# Муниципальные выборы в Финляндии (2017)
Муниципальные выборы в Финляндии 2017 года (фин. Kunnallisvaalit 2017) — муниципальные выборы, которые прошли в Финляндии 9 апреля, в ходе которых было избрано 8999 депутатов в 297 муниципальных советов.
Право голоса на муниципальных выборах в этом году имели 4 397 104 человека. В голосовании могли принять участие не только граждане Финляндии, стран ЕС, Исландии и Норвегии, но и совершеннолетние граждане других стран, например, России, если непрерывный срок их проживания в Финляндии составляет не менее двух лет по состоянию на 17 февраля 2017 года.
По числу голосов первое место заняла Национальная коалиционная партия, по числу избранных депутатов — Финляндский центр. Наибольший прирост по числу избранных депутатов — у Зелёных.

## Предвыборная кампания
Финские политические партии предприняли усилия, чтобы призвать баллотировалось на выборах значительное количество молодёжи и иммигрантов. В последний день предвыборной кампании, лидеры политических партий призвали не использовать трагические события в Стокгольме в предвыборной полемике.

## Голосование

### Предварительное голосование
Предварительное голосование внутри страны прошло в период с 29 марта по 4 апреля (за границей Финляндии предварительное голосование было завершено 1 апреля). В ходе предварительного голосования своё изъявление выразили более 1,1 млн человек. Электоральная активность составляет 25,4 %, когда в ходе предварительного голосования на прошлых выборах эта цифра составляла 23,7 %.
Предварительное голосование проводилось в определённых муниципалитетами пунктах. Чаще всего это были библиотеки, помещения муниципальных учреждений или почтовых отделений. В последние годы избирательные пункты стали открывать также в торговых центрах.

## Стационарное голосование
Результаты голосования обрабатывались и сообщались в новостной ленте YLE с помощью бота Voitto

## Результаты
| Партия                                               | Голосов                  | %    | +/- % | Мест | Изменение мест |
| ---------------------------------------------------- | ------------------------ | ---- | ----- | ---- | -------------- |
| Национальная коалиционная партия                     | 530 088                  | 20,7 | -1,2  | 1492 | -243           |
| Социал-демократическая партия Финляндии              | 497 463                  | 19,4 | -0,2  | 1696 | -33            |
| Финляндский центр                                    | 450 325                  | 17,5 | -1,1  | 2823 | -254           |
| Зелёный союз                                         | 319 440                  | 12,4 | +3,9  | 536  | +213           |
| Истинные финны                                       | 226 704                  | 8,8  | -3,5  | 769  | -426           |
| Левый союз                                           | 225 926                  | 8,8  | +0,8  | 661  | +21            |
| Шведская народная партия                             | 125 231                  | 4,9  | +0,2  | 470  | -10            |
| Христианские демократы                               | 105 274                  | 4,1  | +0,4  | 314  | +14            |
| Пиратская партия Финляндии                           | 9075                     | 0,4  | +0,1  | 2    | +2             |
| Коммунистическая партия Финляндии                    | 7584                     | 0,3  | -0,2  | 2    | -7             |
| Феминистская партия                                  | 6855                     | 0,3  | новая | 1    | новая          |
| Либеральная партия — Свобода выбора                  | 4081                     | 0,2  | новая | 5    | новая          |
| Партия независимости                                 | 1841                     | 0,1  | ±0,0  | 2    | +2             |
| Партия за права животных                             | 1766                     | 0,1  | новая | 0    | новая          |
| Коммунистическая рабочая партия — За мир и социализм | 702                      | 0,1  | ±0,0  | 0    | ±0             |
| Действительных голосов                               |                          | 100  | —     | 8999 | -675           |
| Незаполненных                                        |                          |      |       |      |                |
| Недействительных                                     |                          |      |       |      |                |
| Всего                                                |                          |      |       |      |                |
| Число избирателей и явка                             | Число избирателей и явка | 58.8 | +0.5  |      |                |
| Источник: Yle                                        |                          |      |       |      |                |